# 1454 Калевала
1454 Калевала (1454 Kalevala) — астероїд головного поясу, відкритий 16 лютого 1936 року.
Тіссеранів параметр щодо Юпітера — 3,529.